# Musaria cephalotes
Musaria cephalotes là một loài bọ cánh cứng trong họ Cerambycidae.